# Mateusz Jachlewski
Mateusz Jachlewski, poljski rokometaš, * 27. december 1984, Gdynia.
Leta 2008 je na poletnih olimpijskih igrah v Pekingu v sestavi poljske reprezentance osvojil 5. mesto.